# Fetih 1453
Fetih 1453 è un film del 2012 diretto da Faruk Aksoy. basato sulla storia della presa di Costantinopoli da parte dei turchi ottomani durante il regno del Sultano Maometto II.

## Distribuzione
È uscito in diversi paesi il 16 febbraio 2012 , tra i quali: Stati Uniti, Regno Unito, Francia, Egitto, Emirati Arabi Uniti, Kazakistan, Georgia, Germania, Macedonia, Russia, Azerbaigian, Corea del Sud, Giappone.